# Poultney (gmina)
Poultney – gmina (town) w Stanach Zjednoczonych, w stanie Vermont, w hrabstwie Rutland. W jej granicach znajduje się wieś Poultney.